# 바히트 사르세크바예프
바히트 아브드라흐마노비치 사르세크바예프(카자흐어: Бақыт Әбдірахманұлы Сәрсекбаев 바키트 애브디라흐마눌르 새르세크바예프, 러시아어: Бахыт Абдрахманович Сарсекбаев, 우즈베크어: Baxit Abdurahmonovich Sarsekboyev 바히트 아브두라흐모노비치 사르세크보예프, 1981년 11월 29일~)는 우즈베키스탄과 카자흐스탄의 권투 선수이다.
2008년 하계 올림픽에 카자흐스탄 국가대표로 참가하여 웰터급 금메달을 획득했다. 또한 아시안 게임에서 금메달 1개, 동메달 1개를 획득했으며 아시아 선수권 대회에서 금메달 3개를 획득했다.